# Rosenkranzkönigin (Ketzin/Havel)

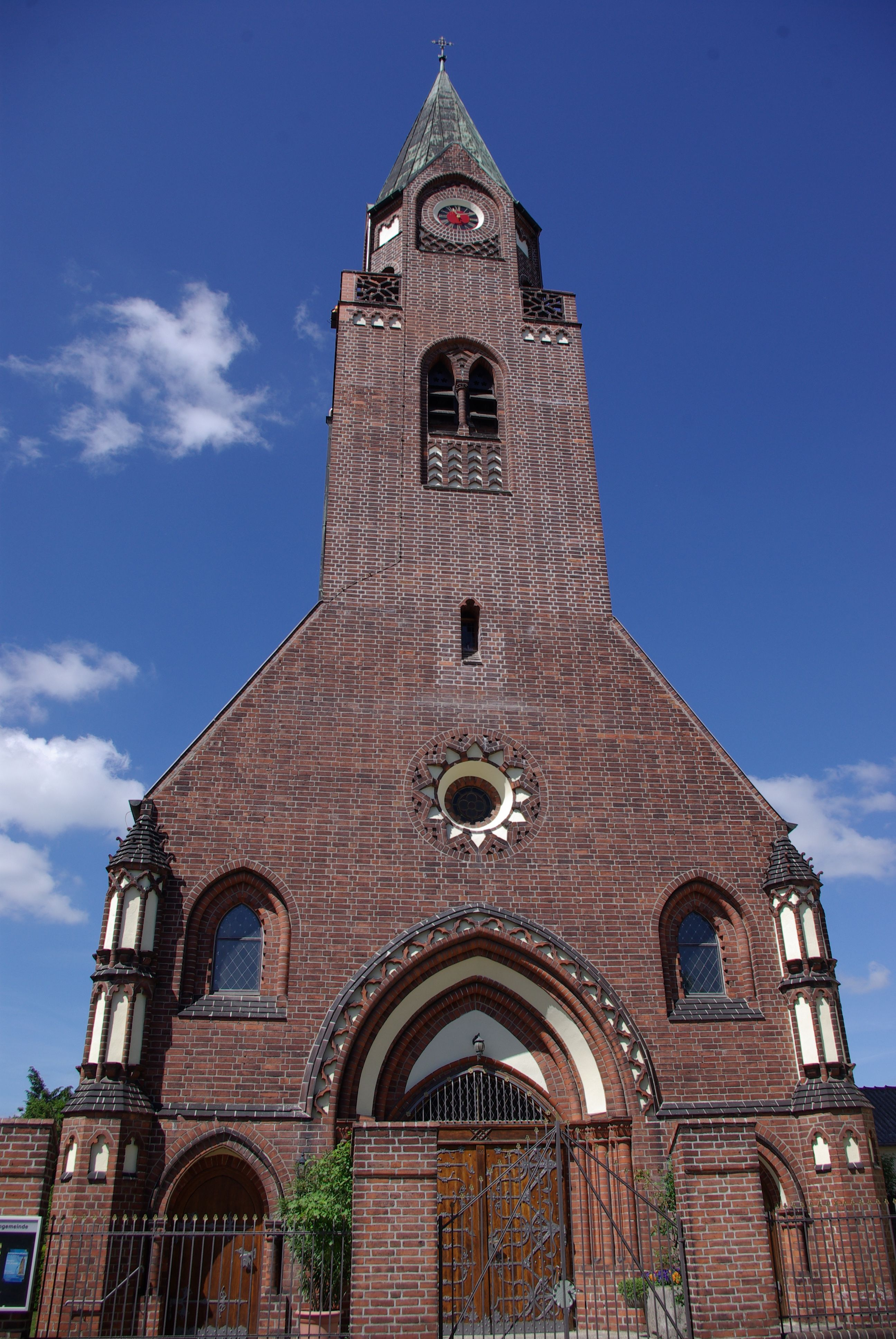
Kirche Rosenkranzkönigin

Die römisch-katholische Kirche Rosenkranzkönigin ist eine Kirche in Ketzin/Havel, einer Stadt im brandenburgischen Landkreis Havelland. Die Kirchengemeinde gehört zur Pfarrei St. Bonifatius Nauen-Brieselang (ehemals St. Peter und Paul Nauen) im Erzbistum Berlin. Das Kirchengebäude steht unter Denkmalschutz.

## Beschreibung
Das Kirchengebäude steht giebelständig an der Rudolf-Breitscheid-Straße 24 im Stadtzentrum von Ketzin. Es wurde im Jahr 1910/11 als Backsteinbau im neugotisch-späthistoristischen Stil errichtet. Der Entwurf stammte von Josef Welz, auf den auch die Entwürfe für die katholischen Kirchen St. Peter und Paul in Nauen und Herz-Jesu in Neustadt (Dosse) zurückgehen. Der Bau besitzt einen eingezogenen Chor sowie leicht vortretende Seitenarme. Der Westgiebel geht in einen hohen Dachturm über, während die Außenwände mit gotisierenden Schmuckbändern und Ornamenten verziert sind, die sorgfältig gemauert wurden. Das Äußere wurde bis 2011 instand gesetzt. Das Innere des Gebäudes ist hell geputzt und verfügt über ein Rippengewölbe sowie Fenstereinrahmungen in dunklem Klinker. Im Jahr 1937 wurde das Innere umgestaltet und 2007 renoviert.